# زرین‌دشت (فومن)
زرین‌دشت (فارسی: زرین دشت) یک روستا در بخش بخش مرکزی، شهرستان فومن است.
این روستا که در دهستان گوراب‌پس قرار دارد در سرشماری سال ۱۳۹۵ خالی از سکنه گزارش شده‌است.